# Pezophaps solitaria
El solitario de Rodrigues (Pezophaps solitaria), también conocido como dodo de Rodrigues o dodo blanco, es una especie extinta de ave columbiforme de la subfamilia Raphinae endémica de la isla Rodrigues en Mauricio. Era un pariente cercano del dodo, y como este, había perdido la capacidad de vuelo.

## Historia
La primera observación del ave la realizó François Leguat, el jefe de un grupo de hugonotes franceses que colonizaron la isla de 1691 a 1693. Describió el ave en cierto detalle, incluyendo su solitario comportamiento de anidamiento. Los hugonotes alabaron el ave por su sabor, especialmente el de las crías.
Debido a la caza y la introducción de depredadores como el gato, las aves pronto empezaron a escasear y cuando, en 1755, Cossigny intentó obtener un ejemplar no lo pudo encontrar. El último reporte del ave fue en 1761, cuando fue informado su avistamiento a Pingré, momento en que el ave ya era muy rara y difícil de encontrar. Para el año 1778 el solitario de Rodrigues ya estaba ciertamente extinto.

## Características
Se ha recogido un gran número de huesos del ave, pero no hay especímenes montados. Los solitarios se caracterizaban por una gran e inusual protuberancia ósea en la base del pulgar. En vida, esta protuberancia estaría cubierta por una gruesa capa de piel y parece que se usó como arma (una protuberancia similar se puede encontrar en el ganso de Canadá). Las observaciones del solitario parecen indicar que la cría por parejas era muy territorial, es presumible que realizaran disputas golpeándose con las alas. 